# André de Gouveia
André de Gouveia (o Gouvéa) (Béja,1497- Coïmbra 9 de juny de 1548) fou un humanista i pedagog portuguès vinculat al Renaixement francès.

## Biografia
Passà gran part de la seva vida a França. El 1529 fou un dels primers portuguesos que va estudiar al famós Col·legi de Santa Bàrbara a París, que era dirigit pel seu oncle Diego de Gouveia, on després de sis anys assolí la maitrise dès arts. Es doctorà en Teologia i es va incorporar com a docent al col·legi.
Des de 1529 a 1534, s'encarregà de la direcció del Col·legi de Santa Bàrbara, a causa dels múltiples viatges que el seu oncle feia. Pel seu prestigi fou nomenat rector de la Universitat de París, en 1533. Un any després passà a regir el Col·legi de Guyenne (o Guiena) de Bordeus que acollia molts estudiants portuguesos.
Al Collège de Guyenne, reformà el pla d'estudis i va renovar el professorat incorporant a elements destacats de la Universitat de París com el seu jove germà Antoine, Claude Budin, Nicolau de Grouchy, Mathurin Cordier i George Buchanan aconseguint que aquest grup de Bordeus aplegués grans noms de la pedagogia francesa i de l'humanisme francès del segle XVI. Entre els seus alumnes del Col·legi de Guyenne tingué a Michel de Montagne. Aquest en la primera part dels seus Essais parlant del seu professor portuguès considera que és «sense cap dubte el més gran rector de França; i se'm considerava el seu aprenent.». Atrets pel prestigi de la institució també van ser alumnes del Col·legi Étienne de La Boétie i Joseph Justus Scalige.
La seva estada al Col·legi de Guyenne es va perllongar fins a 1547. Aquest any va tornar a Portugal reclamat pel rei Joan III per fundar el Real Colégio das Artes e Humanidades de Coïmbra on esperava prosseguir la seva activitat pedagògica. Acompanyat d'un grup de professors de Bordeus del que formava part el poeta i humanista escocès George Buchanan. Allà, malgrat les reticències de la Inquisició portuguesa, volia desenvolupar les noves idees que s'obrien per Europa. Tot i que per poc temps, ja que va morir el febrer de 1548.
André de Gouveia com altres literats i religiosos cultes portuguesos, van impulsar el sorgiment de l'humanisme erudit fonamentat en l'herència dels clàssics i la seva interpretació correcta. Partia de la creença neoplatònica del potencial humà innat vers la reflexió i l'acció positiva. També pel desig de renovar la fe i els costums tot treballant per la construcció de l'humanisme cristià.
En ple clima de la Contrareforma es posà en dubte l'ortodòxia dels posicionaments d'André de Gouveia i del grup de professors vinguts de Bordeus. Els professors del Col·legi de les Arts foren jutjats i condemnats durament per la Inquisició el 1550 tot i que alliberats per la pressió del rei.

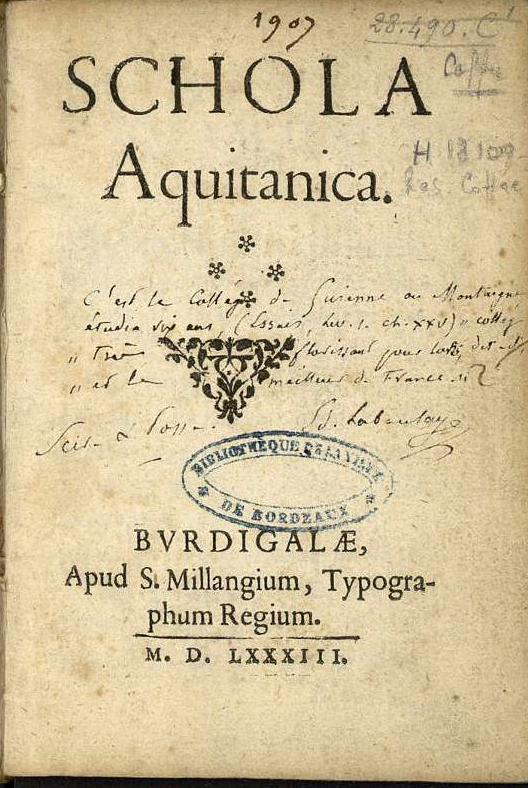
El programa d'estudis del College de Guyenne

Sembla que la majoria de les obres d'André de Gouveia s'han perdut. Entre les conservades destaca el programa d'estudis i reglament del Col·legi de Guyenne publicat sota el títol de Schola Aquitanica, editat a Bordeus per Simon Millanges el 1583.